# Medaille für Verdienste um die öffentliche Gesundheit
Die Medaille für Verdienste um die öffentliche Gesundheit (it. Medaglie ai Benemeriti della salute pubblica) war eine Auszeichnung des Königreiches Italien, welche 1884 per Dekret von König Umberto I. in drei Stufen gestiftet wurde. 1918 wurde der Medaille, als Erweiterung der bisherigen Stufen, die Medaille für Verdienste um die öffentliche Gesundheitspflege (Al Merito della Sanità Pubblica) hinzugefügt. Beide Medaillentypen werden mit verändertem Layout auch heute noch verliehen.

## Stufeneinteilung
- Goldene Medaille
- Silberne Medaille
- Bronzene Medaille
- Medaille für Verdienste um die öffentliche Gesundheitspflege (ab 1918)

## Aussehen und Trageweise (1884)
Die vergoldete, versilberte oder bronzene Medaille zeigt auf ihrem Avers das rechts blickende Kopfporträt des Königs sowie als Umschrift seinen Namenszug UMBERTO I RE D´ITALIA. Am Halsende des Porträts findet sich zusätzlich die Signatur des Herstellers. Das Revers zeigt innerhalb zweier unten gekreuzter Eichenlaubzweige die zweizeilige Inschrift ANNO / 1884, die für die Stiftung der Medaille steht. Umschlossen wird der Eichenlaubkranz von der Umschrift: AI BENEMERITI DE LA SALUTE PUBBLICA (Den um die öffentliche Gesundheit Verdienten).
Getragen wurde die Medaille als Bandorden an der linken oberen Brustseite des Beliehenen an einem hellblauen Band mit schwarzen Saum. Die Medaille für Verdienste um die öffentliche Gesundheitspflege ist von gleicher Beschaffenheit wird aber an einem hellblauen Band mit fünf gleich breiten schwarzen Mittelstreifen an der linken oberen Brustseite getragen und zeigt auf ihrem Avers statt der Inschrift einen Äskulapstab.

## Heutiges Aussehen und Trageweise
Die Medaille zeigt in heutigen Erscheinungsbild auf ihrem Avers mittig einen Stern mit einem Zahnradfragment, welches von zwei Eichenlaubzweigen umschlossen ist. Die Eichenlaubzweige werden dabei von einer großen Schleife verbunden, auf deren Schleifenbändern eine Inschrift zu lesen ist. Das Revers der Medaille gleicht dem seines Vorgängers, nur ist die Inschrift: ANNO / 1884 nicht mehr zu finden und leer. Bei der Medaille für Verdienste um die öffentliche Gesundheitspflege ist weiterhin der Äskulapstab zu finden. Die Ordensbändern sind gleich geblieben.